# Croton cnidophyllus
Espèce
Croton cnidophyllus est une espèce de plantes à fleurs du genre Croton et de la famille des Euphorbiaceae présente en Chine.
Il a pour synonymes :
- Croton cnidophyllus var. dui, (Y.T.Chang) Radcl.-Sm. & Govaerts, 1997
- Croton guizhouensis, H.S.Kiu, 1998
- Croton urticifolius, Y.T.Chang & Q.H.Chen, 1983
- Croton urticifolius var. dui, Y.T.Chang, 1983